# Almucija
Almucija ali zanfarda je liturgično oblačilo, ki ga uvrščamo med tako imenovana koralna oblačila.
Uporabljali so jo predvsem kanoniki nekaterih manjših kapitljev kot razločevalno znamenje svojega ranga glede na navadne duhovnike.
Prvotno je bila v obliki krznene čepice ali klobuka, v sodobnih oblačilih pa jo nosijo čez ramena, ko sedijo, ali jo privežejo na desno roko, ko duhovnik stoji. Danes ima trapezoidno obliko, z obrnjeno in šivano manjšo stranjo, izdelana pa je iz svetlo sivih kož za zimo in svile za poletje na desni strani in vaiato na hrbtni strani, s podlasjičimi repi na spodnji strani.
Uporabljali so jo predvsem v nordijskih državah ali državah z ostrim podnebjem in so jo med liturgičnimi slovesnostmi običajno nosili preko sutane in preko suplesa.
Danes se je več ne uporablja, ker v mnogih primerih sovpada z moceto, s katero so jo nadomestili.

## Zgodovina
V številnih dokumentih od 12. do 15. stoletja se almucija pogosto omenja kot sinonim za kapuco, pogosteje pa kot nekakšna posebna kapuca. Od 14. stoletja naprej sta bili odkriti dve različni vrsti almucije: kapuca z ušesi ali kapuca, ki je padala do ramen. Slednje je bilo rezervirano za najpomembnejše kanonike. Ime almucija najverjetneje izhaja iz arabskega al-musta-kah, krznenega plašča z dolgimi rokavi, ki se uporablja v arabskih državah.
Uvedba bireta v 15. stoletju je nadomestila uporabo almucije kot pokrivala za glavo, kapuca pa je postajala vedno manjša, dokler je niso celo namestili na ramena. Druga vrsta almucije, priljubljena v tem istem obdobju, je imela dva repa na hrbtu.
Almucije so bile občasno izdelane iz svile ali volne, od 13. stoletja pa so bile izdelane pretežno iz živalske dlake, običajno z resami na repu. Almucije, ki so jih uporabljali v Angliji, so postale znane kot siva amice (zaradi barve, izbrane za uporabljeno krzno), da bi jo razlikovali od liturgične amice. Od 16. stoletja dalje je almucija postala resnično značilen element zborovske obleke kanonikov, vendar ni več imela nobene praktične uporabe, do te mere, da so jo nosili na levi roki kot simbol njihovega urada. Kasneje je almucijo večinoma nadomestila moceta. Siva amice za kanonike katedrale svetega Pavla v Londonu je bila ukinjena leta 1549 in jo je nadomestil klasični akademski plašč. Almucije je leta 1571 dokončno ukinila angleška duhovščina.